# Службы печати для UNIX
Службы печати для UNIX — компоненты Microsoft Windows, позволяющие:
- на сервере печати принимать задания для печати с клиентских компьютеров под управлением UNIX;
- посылать задания для печати на компьютеры под управлением UNIX.

В системах UNIX программа LPR посылает задания для печати по протоколу LRP/LPD на удалённый компьютер, где их принимает демон печати LPD. Службы печати для UNIX включают в себя независимые друг от друга службу LPD (LPDSVC) и монитор печати LPR (Lprmon). Служба LPD позволяет компьютеру работать как сервер печати UNIX, принимая задания для печати от программы LPR, запущенной на клиентском компьютере.
Монитор LPR, являясь монитором порта системы печати Windows и клиентом LPD, отправляет задания для печати на компьютер с демоном LPD. Задания для печати могут формироваться локально или поступать с других клиентских компьютеров без монитора LPR.